# Wilf McGuinness
Wilfred McGuinness, detto Wilf (Manchester, 25 ottobre 1937), è un ex calciatore e allenatore di calcio inglese, di ruolo centrocampista.

## Carriera

### Giocatore

#### Club
Tra il 1953 ed il 1954 gioca nelle giovanili del Manchester Utd, alla cui prima squadra viene aggregato a partire dalla stagione 1954-1955; il suo esordio nella prima divisione inglese avviene però nella stagione 1955-1956, nella quale i Red Devils vincono il campionato, bissando poi il successo nella stagione seguente, nella quale vincono anche il Charity Shield, trofeo di cui vinceranno anche l'edizione 1957. Si ritira nel 1959 a causa della frattura di una gamba, che gli impedisce di tornare a giocare con regolarità.

#### Nazionale
Tra il 1958 ed il 1959 ha giocato due partite con la nazionale inglese.

### Allenatore
Dal 1964 al 1969 ha allenato nelle giovanili del Manchester United, in cui in precedenza già subito dopo il ritiro aveva fatto parte dello staff tecnico di Matt Busby come collaboratore.
Quando nel 1969 Busby lasciò l'incarico di allenatore dello United, a sostituirlo in panchina fu lo stesso McGuinnes: la sua permanenza dura tuttavia solamente una stagione e mezzo: la stagione 1969-1970 è caratterizzata da un piazzamento negativo in campionato (ottavo posto) e dalle eliminazioni in semifinale sia in FA Cup che in Coppa di Lega, mentre l'anno seguente McGuinness pur raggiungendo una seconda semifinale di Coppa di Lega viene esonerato nel mese di dicembre del 1970 a causa del rendimento del club in campionato, ed al suo posto torna temporaneamente in panchina Busby, che concluderà la stagione con un altro ottavo posto in classifica; McGuinness nella seconda parte della stagione torna ad allenare nelle giovanili, lasciando tuttavia il club dopo complessivi 18 anni di permanenza (comprendendo anche le parentesi da giocatore e collaboratore tecnico) al termine della stagione 1970-1971, per diventare allenatore dei greci dell'Arīs Salonicco. Con l'Aris nella stagione 1971-1972 conquista un quarto posto in classifica in campionato ed un'eliminazione nei quarti di finale di Coppa di Grecia; i buoni risultati ottenuti gli valgono la riconferma per la stagione 1972-1973, che si rivela meno positiva della precedente: il club di Salonicco arriva infatti nono in campionato (anche se con gli stessi punti effettivi di sesta, settima ed ottava classificata) e viene eliminato nei sedicesimi di finale di Coppa di Grecia dal Levadeiakos, club di seconda divisione.
A fine anno lascia il club e si trasferisce al Panachaïkī, club di Patrasso, reduce da un quarto posto in classifica nel campionato precedente: qui, nella stagione 1973-1974 McGuinness oltre ad ottenere un sesto posto in campionato (ed un'eliminazione nei quarti di finale di Coppa di Grecia) allena la squadra nella prima partecipazione alle competizioni UEFA per club della sua storia, che consiste nell'eliminazione nei sedicesimi di finale della Coppa UEFA 1973-1974 per mano degli olandesi del Twente con un complessivo 8-1, dopo che nel turno precedente i rossoneri avevano eliminato con un complessivo 3-1 gli austriaci del Grazer AK. Nella stagione 1974-1975 il tecnico inglese guida invece la squadra ad un settimo posto in classifica incampionato e ad un'eliminazione negli ottavi di finale di Coppa di Grecia.
Nell'estate del 1975 lascia la Grecia per tornare in patria, sulla panchina dello York City, club che nella Second Division 1974-1975 aveva partecipato per la prima volta nella propria storia alla seconda divisione inglese; nella Second Division 1975-1976 arriva una retrocessione in terza divisione, seguita da una seconda retrocessione consecutiva nella stagione 1976-1977, che è, di fatto, l'ultima di McGuinness da allenatore (ad eccezione delle prime giornate di campionato della stagione 1977-1978 allo York City e ad una brevissima parentesi nel 1989 come allenatore ad interim del Bury, club dove da alcuni anni stava lavorando come vice di Martin Dobson).

## Palmarès

### Giocatore

#### Competizioni giovanili
- FA Youth Cup: 1

Manchester United: 1953-1954

#### Competizioni nazionali
- Campionato inglese: 2

Manchester United: 1955-1956, 1956-1957
- Community Shield: 2

Manchester United: 1956, 1957